# Anna Gas
Anna Gas i Serra (Barcelona, 18 de octubre de 1996) es una poetisa española en lengua catalana.

## Biografía
Anna Gas comenzó escribiendo cuentos desde muy joven, con los que recibió, entre 2013 y 2015, algunos premios literarios locales para obra inédita, hasta que en 2017 fue merecedora del 18º Premio Joan Duch de Poesía para jóvenes escritores, con que pudo publicar su primer volumen de poemas, Crossa d'aigua (Editorial Fonoll). Ha sido incluida en diversas antologías y sus poemas han sido traducidos al castellano y al italiano. Ha compaginado los estudios con diversos trabajos: bibliotecaria, archivera o repartidora de comida a domicilio. Ha cursado el grado de Estudios Literarios en la Universidad de Barcelona y el de Psicología.
En 2019 publicó Llengua d'àntrax, en que la poética de Gas «es construeix a partir de la paradoxa que es basa en la ressignificació de la mirada i la dissolució del cos foradat i sense òrgans, com ja anunciaven Deleuze i Guattari: el llenguatge com a centralitat reflexiva i metalingüística, i l'altre com a amenaça i condició de possibilitat» Por este poemario fue galardonada por la Asociación de Escritores en Lengua Catalana con el premio Caball Verd de poesía en 2020, y ese mismo año también ganó el premio Mercè Rodoreda de cuentos y narraciones con la recopilación  El pèndol.

## Obra publicada
- Crossa d'aigua. Juneda: Editorial Fonoll, 2017 ISBN 978-84-946447-5-7
- Llengua d'àntrax. La Pobla de Farnals. Edicions del Buc, 2019.
- El pèndol. Barcelona: Proa, 2021[7]